# صفر (جبل)
صفّرٍ، جبل أحمر من جبال ملل قرب المدينة، يقع بالقرب من قرية الفريش. 

## ما ذكره المؤرخون
- قال الأديبيّ:

صفر: جبل بفرش ملل، كان عنده منزل أبي عبيدة بن عبد اللّه بن زمعة بن الأسود بن المطلب بن أسد بن عبد العزى جد ولد عبد اللّه بن الحسن بن علي بن أبي طالب، و به صخرات تعرف بصخرات أبي عبيدة.
- قال نصيب:[1][2]

- البكري الأندلسي:

وبالفرش جبل يقال له صفر أحمر كريم المغرس وبه ردهة وبناء لزيد بن حسن قال عمرو بن عائذ الهذلي:
- قال الإسكندري:

صفر أما بفتح الصّاد و الفاء، و قيل بكسر الفاء: جبل أحمر من جبال ملل قرب المدينة.
- قال الحازمي الهمداني:

جبل أحمر من جبال ملل قرب المدينة.
- قال یاقوت الحموي:

جبل أحمر من جبال ملل قرب المدينة، هكذا رواه أبو الفتح نصر، وقال الأديبي: صفر، بالتحريك، بلفظ اسم الشهر جبل بفرش ملل كان منزل أبي عبيده بن عبد الله ابن زمعه بن الأسود بن المطلب بن أسد بن عبد العزّى جدّ ولد عبد الله بن حسن بن حسن بن عليّ بن أبي طالب عنده وبه صخرات تعرف بصخرات أبي عبيده، قال محمد بن بشير الخارجي يرثيه:
ولهذا البيت إخوه نذكرها مع قصه في باب الفرش من هذا الكتاب إن شاء الله تعالى، وقال ابن هرمه: 
- قال عبد المومن البغدادي:

جبل أحمر من جبال ملل، قرب المدينة.
- قال السمهودي:

صفر بلفظ الشهر الذي يلي المحرم، جبل أحمر بفرش ملل، يقابل عبودا، الطريق بينهما، وبه بناء كان للحسن بن زيد، وبقفاه ردهة يقال لها ردهة العجوزين، والعجوزين: هضبات هناك كان يسكنها أبو عبيدة بن عبد الله بن زمعة بن الأسود بن المطلب الزمعي جد ولد عبد الله بن حسن بن حسن بن علي بن أبي طالب رضي الله تعالى عنهم لأمهم، وقال بعضهم في رثائه:
وقال عمر بن عائذ الهذلي:
- قال عبد الرحمن بن ابراهیم حسینى حنبلى :

صفر: جبل قرب المدینة، و یقال له فرش مالك، کان به منزل لبنی عبیدة الزمعیي، جد ولد عبد الله بن حسن بن حسن بن علی بن أبی طالب.